# Gestumblinde
Gestumblinde (fornvästnordiska Gestumblindi) var enligt Hervarar saga ok Heiðreks konungs en storman i Reidgotaland som fallit i onåd hos kung Heidrek den vise. För att rädda sig undan en dödsdom antog han kungens erbjudande att framsäga en halslösningsgåta. Men eftersom han inte trodde sig vara klok nog att själv vinna en sådan tävlan mot Heidrek, blotade han till Oden och lyckades förmå denne att påtaga sig uppgiften.
En götisk kung vid namn Gestiblindus omtalas av Saxo Grammaticus i Gesta Danorum. ”Gestiblindus” tycks vara en latinisering av ”Gestumblinde”, men utöver namnet har de båda ingenting gemensamt.

## Hervarar saga
Enligt Hervarar saga, kapitel 10, hade reidgoternas kung Heidrek den vise låtit kungöra att dömda brottslingar skulle benådas om de kunde framlägga inför kungen en gåta som denne inte lyckades lösa. Gestumblinde, som på detta sätt ville rädda sitt liv, blotade till Oden för att få hjälp. Oden kom då i Gestumblindes skepnad och sade sig också heta Gestumblinde. De båda, som till utseendet var lika som bär, bytte kläder med varandra, varpå Oden, klädd som Gestumblinde, for till kung Heidrek. Väl där framförde han ett stort antal gåtor – mellan 30 och 37 beroende på vilken handskrift av sagan som konsulteras. Men oavsett gåtornas svårighetsgrad lyckades Heidrek lösa dem alla – utom den sista som inte är någon gåta utan en olöslig mytologisk kunskapsfråga: ”Vad viskade Oden i örat på Balder innan han lades på bålet?” Med den frågan hade Oden vunnit kunskapsstriden mot Vavtrudner i Vafþrúðnismál och när han nu framförde den på nytt avslöjade han sin rätta identitet. Heidrek blev ytterst förbittrad och högg efter honom med svärdet Tyrfing, men Oden förvandlade sig till en falk och flög ut genom rökhålet i taket.

## Gesta Danorum
En Gestiblindus, göternas kung, omtalas av Saxo Grammaticus i Gesta Danorum. Denne Gestiblindus befinner sig i krig mot svearnas kung Alrik, men kriget går dåligt varför han erbjuder sig att bli vasall under danernas kung Frode III om denne vill hjälpa honom. Frode skickar då en härförare vid namn Erik till Gestiblindus hjälp varefter krigslyckan vänder och Alriks son Gunthiovus (på fornnordiska bör han ha hetat Gunnþjófr) stupar. Alrik vill ha hämnd och försöker locka Erik att byta sida. Då detta misslyckas utmanar han Gestiblindus på holmgång, vilket, säger han, är att föredra framför att utkämpa ett fältslag. Erik anser dock att Gestiblindus på grund av sin höga ålder och sviktande hälsa inte är skickad att slåss. I stället erbjuder han sig att själv gå holmgång mot Alrik. I den strid som följer stupar Alrik, men Erik blir svårt sårad och kräver lång tids vård för att återvinna krafterna. När han äntligen återvänder till Danmark blir kung Frode, som trott honom vara död, så glad att han gör Erik till kung över de länder som han övervunnit: Sverige, Värmland och Solør. Dessutom får han mot en årlig tribut uppbära skatt från båda Lapplanden, Helsingland, Finland och Estland. ”Före honom hade ingen svensk kung hetat Erik,” skriver Saxo, ”men från honom gick namnet i arv till landets senare härskare.”

## Namnet
Elias Wessén emenderade Gestumblindi till Gest-inn-blindi (”den blinde gästen”), en tolkning som nu är allmänt godtagen. Namnet Gestiblindus hos Saxo kan vara en latinisering av detta ord. I tulorna är Gestumblindi ett heite för Oden, vilket troligen har hämtats från Hervarar saga. Även namnen Gestr (”gäst”, ”främling”) och Blindr är Odensnamn. Oden kallar sig Gest i Óláfs saga hins helga och Blindr inn bǫlvisi heter hans avbild i Helgakviða Hundingsbana önnur. Enligt Hjalmar Falk glider begreppen ”blind”, ”svagsynt” och ”enögd” ofta över i varandra. Troligen har Blindr samma betydelse som Bileygr (av bil: ”svag”, ”sviktande”), det vill säga ”den som har svag syn”. Men Oden hette också Báleygr, ”med flammande ögon”. Då han uppträdde i mänsklig gestalt var han Bileygr, men som gudom Báleygr.